# Park City (Utah)

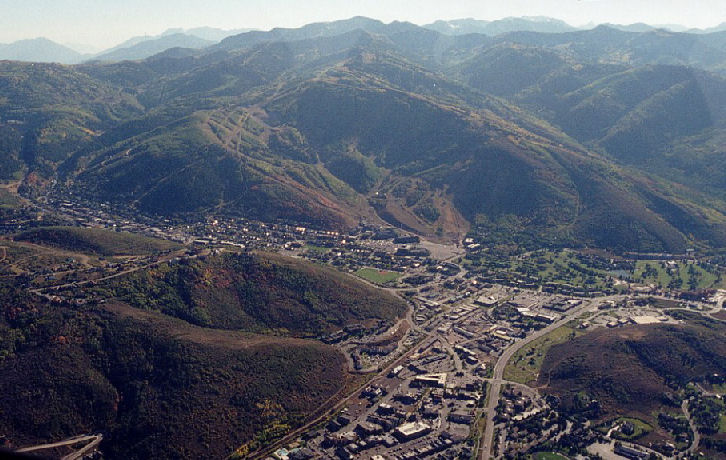
Park City.

Park City – miasto położone w amerykańskim stanie Utah, w pobliżu Salt Lake City. Według spisu ludności z 2000 roku liczyło 7 371 mieszkańców.
Znajdują się tu obiekty na których odbywały się Zimowe Igrzyska Olimpijskie 2002.